# Mesoleptus vetustus
Mesoleptus vetustus là một loài tò vò trong họ Ichneumonidae.